# 우스파야타친칠라쥐
우스파야타친칠라쥐(Abrocoma uspallata)는 친칠라쥐과에 속하는 설치류의 일종이다. 아르헨티나의 토착종이다. 2002년 오클라호마 대학의 브라운(Braun)과 마레스(Mares)가 기술했다. 단 한 점의 표본만이 존재한다.